# Cabos (software)
Este artículo trata sobre el software. Para otros significados, véase cabo
Cabos es un programa libre para la red gnutella con el fin de distribuir archivos. Está basado en el código fuente de LimeWire, y tiene una interfaz similar. Sin embargo, carece de chat y biblioteca, funciones que sí se encuentran en LimeWire. Además, mientras  LimeWire está escrito completamente en Java, la GUI de Cabos está escrita en REALbasic.

## Características principales
Cabos opera en la red gnutella, aunque también puede hacerlo en Mojito Tabla de Hash Distribuido (DHT). Tiene cortafuegos para vallar las transferencias y soporte de cifrado TLS.
Otras funciones que incluye son:
- Soporte IP2Country para detección local.
- Transferencias a través de Proxy.
- Soporte para Universal Plug and Play.
- Ausencia de Adware y Spyware.
- Interfaz limpia. A pesar de su barra simple, se puede acceder a toda la información acerca de la red de trabajo, búsquedas, descargas (bajadas) y subidas.
- Integración con iTunes.
- Menos de 7000k de consumo de memoria.[cita requerida]

## Nota
- Esta obra contiene una traducción  derivada de «Cabos» de Wikipedia en inglés, publicada por sus editores bajo la Licencia de documentación libre de GNU y la Licencia Creative Commons Atribución-CompartirIgual 4.0 Internacional.

- Datos: Q2718785
- Multimedia: Cabos / Q2718785